# Quisqueyanos valientes
Himno a la Patria est l’hymne national de la République dominicaine. La musique a été composée par José Rufino Reyes Siancas (1835-1905) et on doit le texte à Emilio Prud'homme (1856-1932). L’hymne national complet de la République dominicaine possède 12 strophes mais seulement deux (présentées ci-dessous) sont chantées lors des cérémonies officielles.

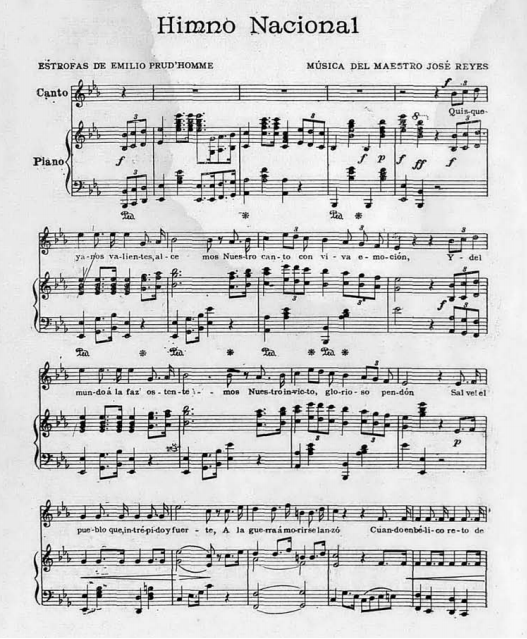
Partition de l’hymne

## Historique
La première exécution publique de Quisqueyanos valientes a eu lieu le 17 août 1883 à la loge maçonnique « Esperanza No.9 », à Saint Domingue. On joua une deuxième fois cet hymne, quelques mois plus tard, le 27 février 1884, lors d’un hommage à Duarte donné à l’occasion du retour des cendres du père de la patrie.
Le succès de la musique fut immédiat, mais les textes originaux furent contestés par plusieurs érudits dominicains, en raison d’erreurs de vocabulaire. En 1897, Prud’homme proposa une version corrigée, qui est encore celle en vigueur aujourd’hui.
Les nouveaux textes ayant été approuvés à la quasi-unanimité, le congrès dominicain adopta Quisqueyanos valientes comme hymne national officiel, après des débats passionnés, le 7 juin 1897. Cependant, le Président Ulises Heureaux (1846-1899) mit son veto, parce que Prud’homme était un adversaire de son gouvernement. Heureaux fut assassiné en 1899 et les désordres politiques des années qui suivirent empêchèrent qu’on officialisât l’hymne.
Quisqueyanos valientes fut finalement adopté comme hymne national de la République dominicaine le 30 mai 1934, par la loi n° 700.

## Paroles
| Paroles officielles (es) | Traduction en français |
| --- | --- |
| Quisqueyanos valientes alcemos nuestro canto con viva emoción, y del mundo a la faz ostentemos nuestro invicto glorioso pendón. Salve el pueblo que intrépido y fuerte a la guerra a morir se lanzó, cuando en bélico reto de muerte sus cadenas de esclavo rompió. Ningún pueblo ser libre merece si es esclavo, indolente y servil, si en su pecho la llama no crece, que templó el heroismo viril. Mas Quisqueya la indómita y brava siempre altiva la frente alzará que si fuere mil veces esclava otras tantas ser libre sabrá. | Quisqueyens valeureux, élevons Notre chant avec vive émotion Et à la face du monde montrons Notre étendard invaincu et glorieux. Sauve le peuple qui, intrépide et fort, S’est élancé à la guerre jusqu’à la mort Quand un défi guerrier de mort Brisa ses chaînes d’esclave. Aucun peuple ne mérite d’être libre S’il est esclave indolent et servile Si dans son cœur une flamme ne brûle pas Pour allumer l’héroïsme viril. Mais Quisqueya l’indomptable et brave Toujours haut lèvera la tête Car si elle devait mille fois être esclave Bien plus encore saurait-elle être libre. |

### Le choix du terme deQuisqueyano
Le terme « Dominicain » n’apparait jamais dans l’hymne ; Prud’homme emploie constamment le terme prétendument d'origine taïno de « Quisqueyano ». Des recherches à posteriori tendent à nier l'origine taïno de ce terme.
« Quisqueya » est un vieux nom de l’île d’Hispaniola et ses habitants s’appellent « Quisqueyanos ». Le nom signifie probablement « Mère de la Terre ». Un autre nom indien pour l’Hispaniola est « Haïti » (c’est-à-dire « Pays montagneux ») qui ne désigne aujourd’hui plus que le pays à l’ouest de la République dominicaine, alors qu’à une époque il valait pour l’île tout entière.